# George Eastman

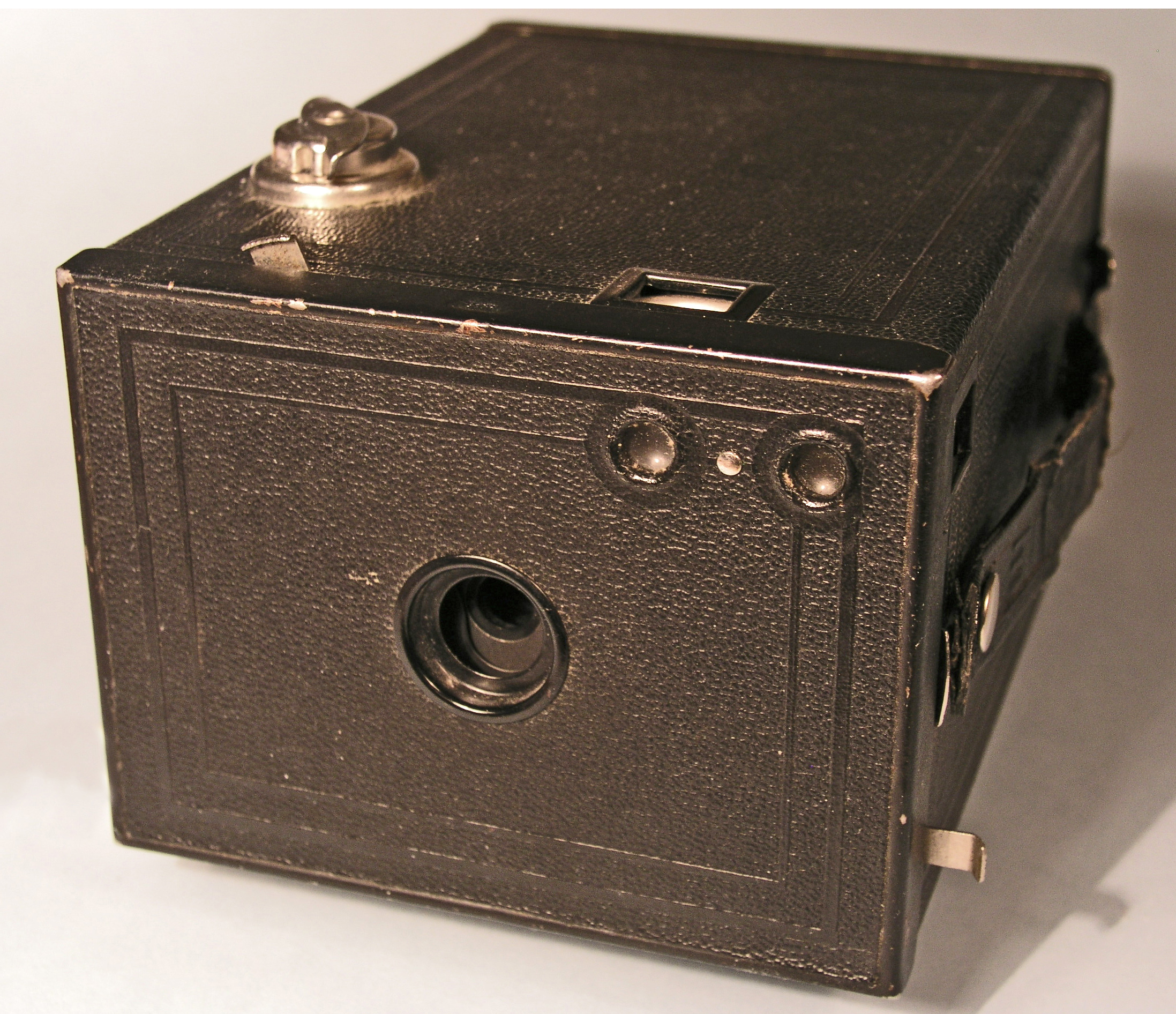
Un aparat de fotografiat Eastman

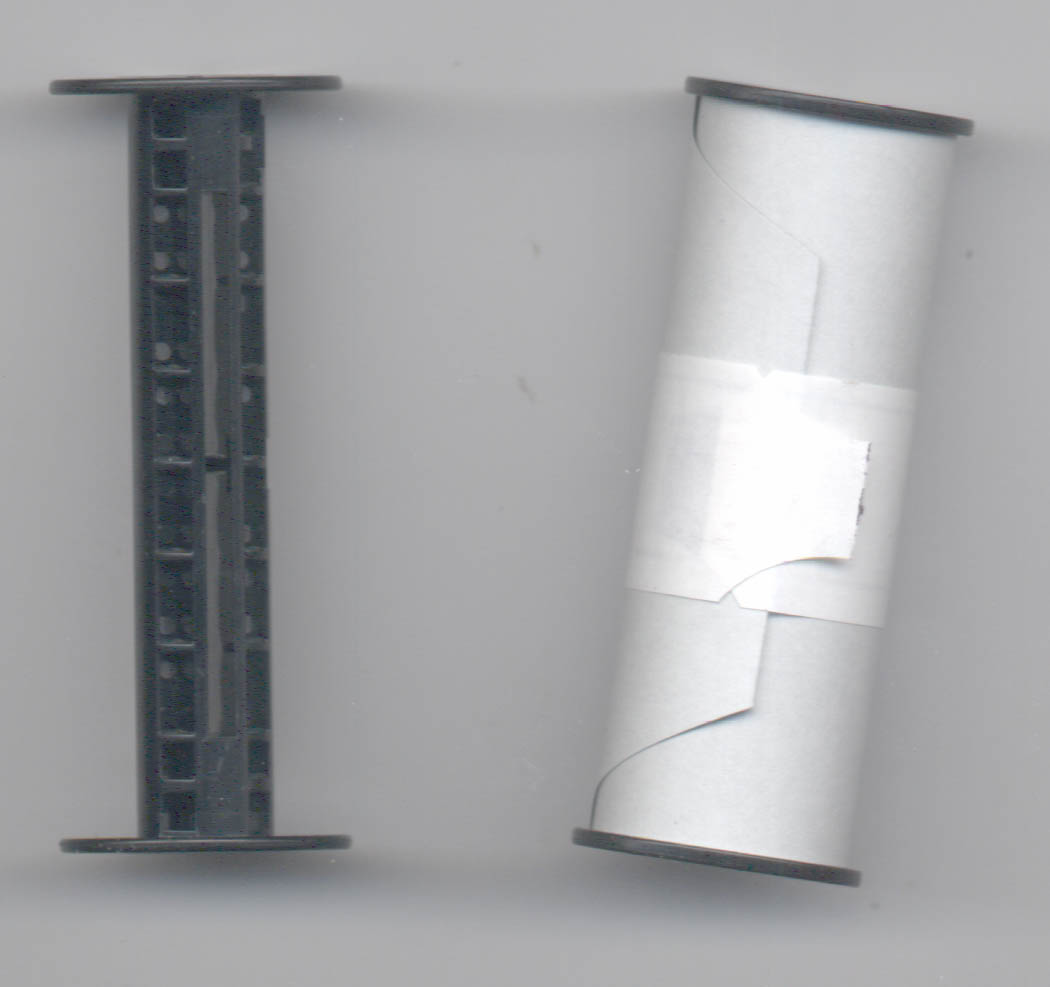
Roll film

George Eastman (n. 12 iulie 1854, Waterville⁠(d), Oneida, New York, SUA – d. 14 martie 1932, Rochester, New York, SUA) a fost un antreprenor, inventator, fotograf și filantrop american, fondator al Eastman Kodak Company. El a contribuit la introducerea utilizării în fotografie a rulourilor cu foi de film. După un deceniu de experimente în domeniul fotografiei, a brevetat și vândut o cameră cu film rulant, ceea ce a făcut ca pentru prima dată fotografierea să fie accesibilă pentru toți fotografii amatori. A lucrat ca trezorier și mai târziu președinte al Kodak și a coordonat extinderea companiei și a industriei fotografice.
Eastman a fost un filantrop renumit, a înființat Eastman School of Music, Rochester Philarmonic Orchestra, școli de stomatologie și medicină la University of Rochester și Eastman Dental Hospital la University College London. A donat sume semnificative pentru Institutul de Tehnologie Rochester (RIT), pentru construirea mai multor clădiri în cadrul celui de-al doilea campus al Massachusetts Institute of Technology (MIT) de pe râul Charles, precum și pentru două universități înființate pentru populația afro-americană înainte de Legea drepturilor civile din 1964, Tuskegee University și Hampton University. A fost preocupat în mod deosebit de îmbunătățirea serviciilor de sănătate, de aceea a finanțat în Londra și în alte orașe europene mai multe clinici destinate cetățenilor cu venituri mici.
Ultimii doi ani de viață au fost extrem de chinuitori pentru Eastman, care suferea de o boală a coloanei vertebrale. Pe 14 martie 1932 s-a împușcat în inimă. A lăsat un bilet pe care scria: „To my friends: my work is done. Why wait?” (Către prietenii mei: treaba mea s-a încheiat, De ce să mai aștept?)
Este considerat unul dintre cei mai influenți și cunoscuți oameni din Rochester, New York. A fost comemorat în mai multe campusuri universitare și pe Hollywood Walk of Fame. Muzeul George Eastman din Rochester, New York este cel mai vechi muzeu din lume dedicat fotografiei, deschis pentru public în 1949.

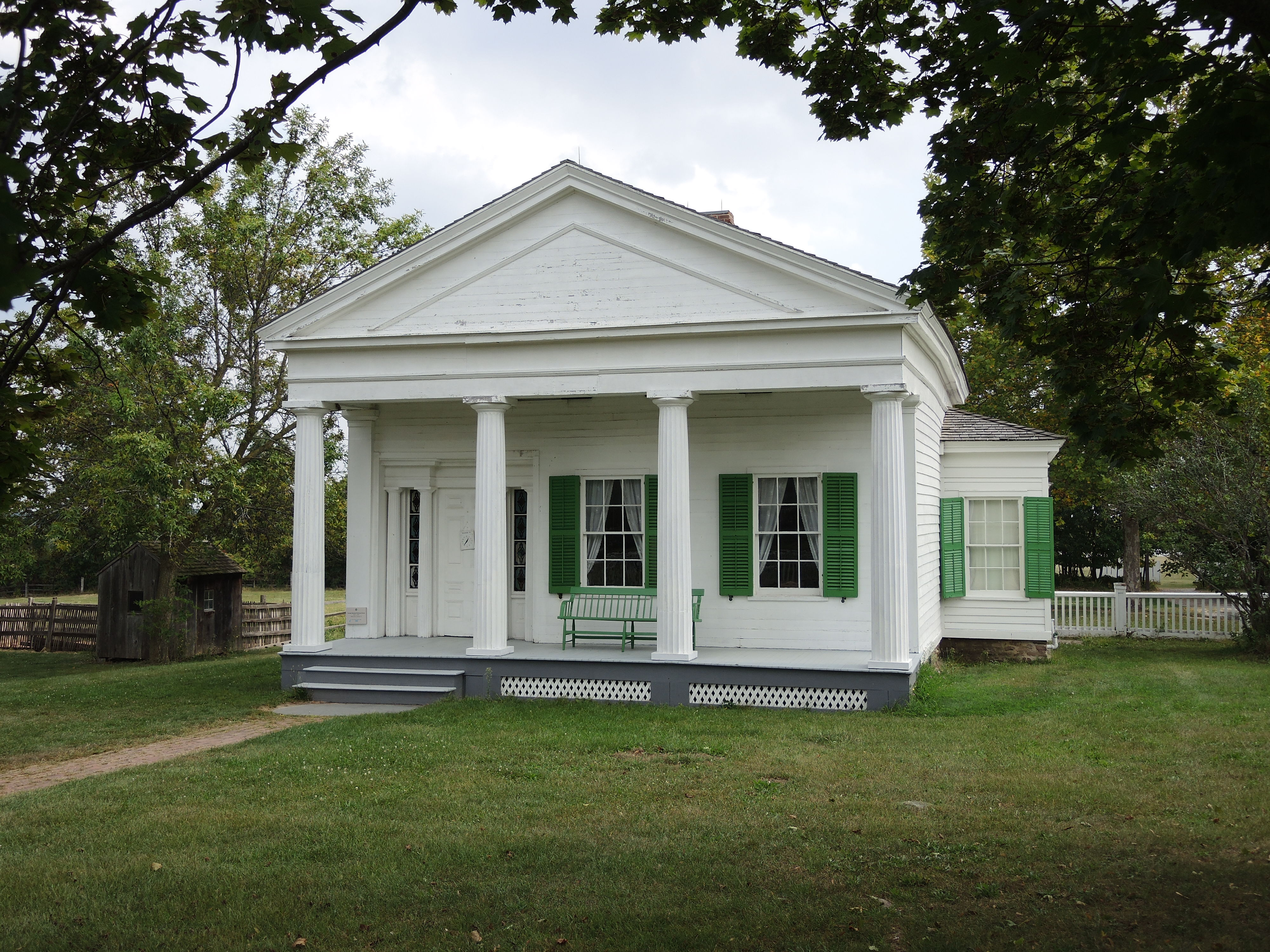
Casa din copilărie a lui George Eastman

## Copilărie
Eastman s-a născut la o fermă din Waterville, New York, cel mai mic dintre cei trei copii ai lui George Washington Eastman și ai Mariei Eastman (născută Kilbourn). A avut două surori mai mari, Ellen Maria și Kate. A urmat o școală privată în Rochester începând de la vârsta de 8 ani.
La începutul anilor 1840, tatăl lui înființase o școală de afaceri, Eastman Commercial College, în Rochester, New York. Datorită procesului de industrializare, acest oraș devenise rapid un centru important în SUA. Deoarece starea de sănătate a tatălui său se deteriora tot mai mult, familia a renunțat la fermă și s-au mutat cu toții în Rochester în 1860. Tatăl său a murit pe 27 aprilie 1862, iar pentru a se descurca financiar, mama lui George a primit chiriași în casă. Fiica mijlocie, Katie, suferea de poliomielită și a murit când George avea 15 ani. Tânărul George a renunțat la școală și s-a angajat pentru a-și întreține familia.

## Carieră

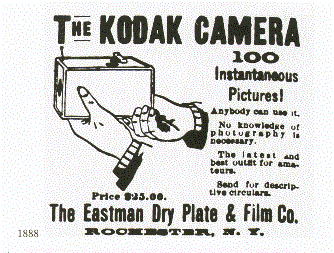
Reclamă Kodak din 1888

### Înființarea Kodak
Eastman a început să fie interesat de fotografie în anii 1870, pe când era funcționar la o bancă. Pornind de la lecțiile însușite de la George Monroe și George Selden, a realizat un aparat foto cu plăci în 1879. În 1881 a înființat Eastman Dry Plate Company. Henry Strong era președintele companiei și se ocupa de vânzări, iar Eastman era trezorier și se ocupa de partea executivă.

George Eastman în 1890, portret de Paul Nadar

Tot pe atunci, el a început o serie de experimente pentru a crea o rolă de film flexibilă care să înlocuiască vechiul procedeu cu plăci. În 1885 a primit brevetul pentru un rulou de film și s-a apucat să lucreze la un aparat foto care să folosească acest gen de rulou. În 1888 a brevetat aparatul foto Kodak (un cuvânt inventat de Eastman). Aparatul era vândut cu rulouri suficiente pentru a realiza 100 de fotografii. După ce se făceau toate fotografiile, fotograful trimitea aparatul prin poștă la compania lui Eastman, împreună cu 10 dolari. Aici filmul era procesat, se imprima fiecare fotografie și se încărca un alt rulou în aparat. Apoi, aparatul și fotografiile imprimate erau trimise prin poștă fotografului. Procesul dificil de developare a filmului a fost astfel separat de fotografierea în sine, ceea ce i-a determinat pe mulți fotografi amatori să achiziționeze acest aparat. Deja în august 1888, Eastman abia mai făcea față cererilor.
Eastman Dry Plate Company a devenit Eastman Company în 1889, apoi Eastman Kodak în 1892.

### Dezvoltarea companiei
Eastman a înțeles că va obține mai multe venituri din vânzarea de filme, decât a aparatelor foto, prin urmare s-a axat pe producția de rulouri de film. Kodak a oferit filme de calitate la prețuri accesibile pentru manufacturierii de aparate foto, așa că în loc de a crea competiție, Kodak și-a atras parteneri de afaceri. În 1889, împreună cu chimistul Henry Reichenbach, a brevetat procesul de realizare a primului material fotografic cu pelicula din nitroceluloză.
În anii următori, Eastman s-a confruntat cu mai multe procese privind drepturile asupra acestei invenții, inclusiv cu un proces intentat de Reichenbach după concedierea sa din 1892. Cel mai amplu proces a fost intentat de compania rivală Ansco. Inventatorul Hannibal Goodwin depusese actele pentru a breveta filmul din nitroceluloză în 1887, înaintea lui Eastman și Reichenbach, însă nu i-a fost acordat decât în 1898. Ansco a achiziționat brevetul în 1900 și a dat în judecată compania Kodak. După mai bine de zece ani, Kodak a pierdut și a plătit daune în valoare de 5 milioane de dolari.
Eastman a acordat mare atenție reclamelor Kodak. El a creat sloganul „You press the button, we do the rest”, care a devenit faimos pentru public.

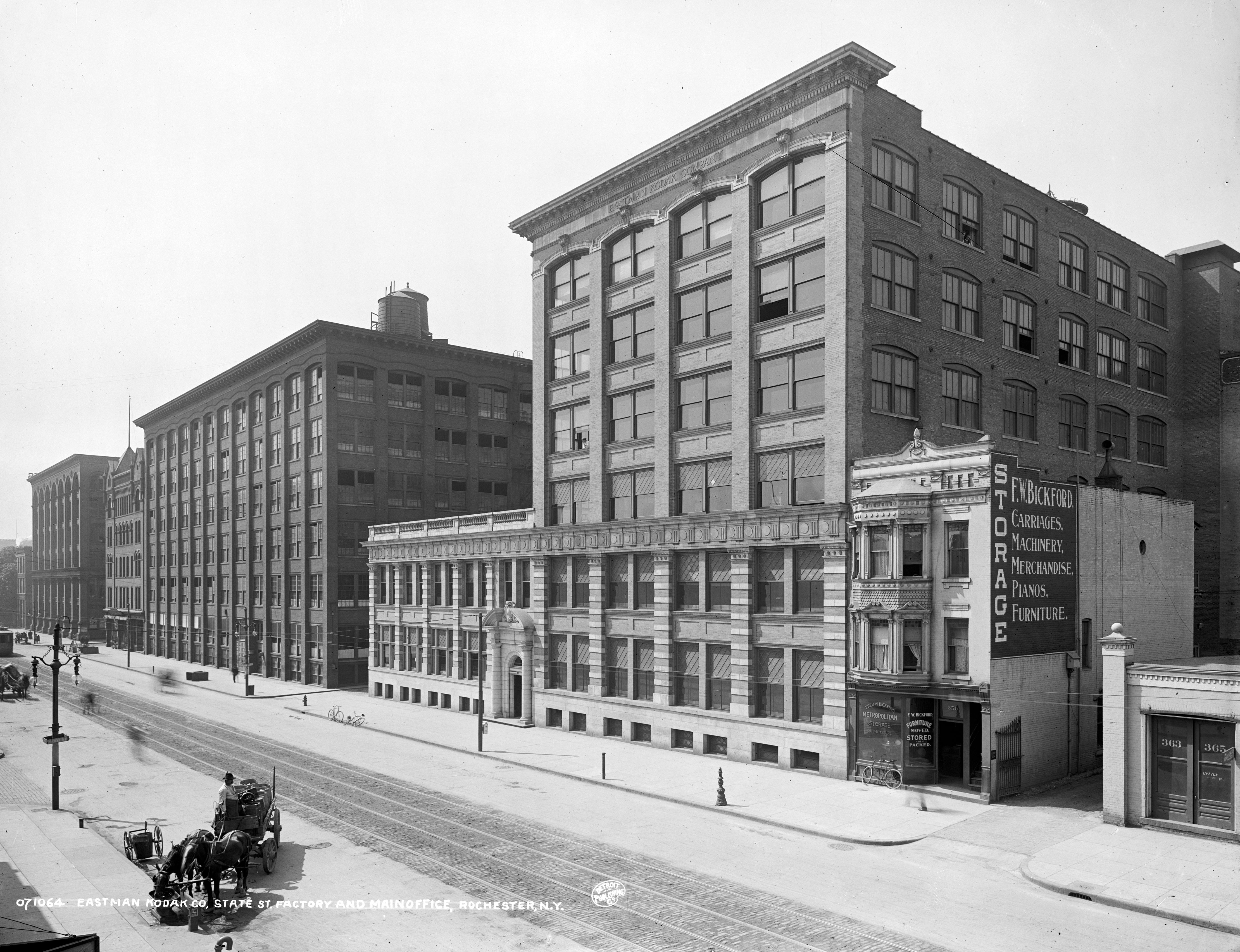
Fabrica Kodak în 1900

Kodak s-a dezvoltat rapid, prin brevete și achiziții. În 1896 devenise deja lider la nivel mondial în aprovizionarea cu filme pentru aparatele foto, iar în 1915 a devenit compania din Rochester cu cel mai mare număr de angajați, peste 8.000 de angajați și un venit anual de 15,7 milioane de dolari. În 1934, la scurt timp după moartea lui Eastman, Kodak avea 23.000 de anagajați. Industria cinematografică aflată pe atunci în fază incipientă a devenit una dintre cele mai mari piețe pentru Kodak. În 1908, când Thomas Edison și alți producători de film au pus bazele Motion Picture Patents Company, Kodak a devenit unicul furnizor de rulouri de filme pentru industria cinematografică, în urma negocierilor conduse de Eastman. Acest monopol deținut de Kodak a atras atenția guvernului federal, care a demarat o investigație și a acuzat compania de contracte exclusiviste și stabilirea prețului. În 1913 Kodak a fost dată în judecată, iar în 1921 i s-a interzis legal să mai stabilească prețul și a fost nevoită să vândă mare parte din acțiuni.
Compania Kodak a continuat să se dezvolte în secolul al XX-lea prin inovații aduse aparatelor foto și rulourilor de film, inclusiv aparatul Brownie, proiectat pentru a fi utilizat de către copii. Începând cu 1904, Eastman a finanțat experimente pentru a produce filme foto color. Rezultatul, creat de John Capstaff, a fost un proces în două culori numit Kodachrome. Mai târziu, în 1935, Kodak a produs a doua versiune Kodachrome. În timpul Primului Război Mondial, Eastman a înființat o școală în Rochester destinată antrenamentului piloților de război pentru misiuni de recunoaștere aeriană. Pe lângă dezvoltarea companiei, Eastman a fost preocupat de bunăstarea anagajaților săi și în acest sens a implementat programe de beneficiu și un fond de sănătate.

## Viața personală
Eastman nu s-a căsătorit niciodată. A fost foarte apropiat de mama sa și de sora sa, Ellen Maria și familia acesteia. Mult timp a avut o relație platonică cu Josephine Dickman, cântăreață și soția lui George Dickman, cel care era partenerul lui de afaceri. De asemenea, i-a plăcut să călătorească, a fost pasionat de muzică și reuniunile sociale și a cântat la pian.
Eastman a fost foarte afectat de moartea mamei sale. Pe 4 septembrie 1922, a inaugurat Eastman Theatre în Rochester, care cuprindea și un salon muzical, Kilbourn Theatre, dedicat mamei sale.

## Brevete
- U.S. Patent 226503 "Method and Apparatus for Coating Plates", depus în septembrie 1879, eliberat în aprilie 1880.
- U.S. Patent 306470 "Photographic Film", depus pe 10 mai 1884, eliberat pe 14 octombrie 1884.
- U.S. Patent 306594 "Photographic Film", depus pe 7 martie 1884, eliberat pe 14 octombrie 1884.
- U.S. Patent 317049 (împreună cu William H. Walker) "Roll Holder for Photographic Films", depus în august 1884, eliberat în mai 1885.
- U.S. Patent 388850 "Camera", depus în martie 1888, eliberat în septembrie 1888.
- Eastman a achiziționat U.S. Patent 248179 "Photographic Apparatus", depus pe 21 iunie 1881, eliberat pe 11 octombrie 1881, pentru David H. Houston.